# Ruta de Illinois 153
La Ruta de Illinois 153, y abreviada IL 153 (en inglés: Illinois Route 153) es una carretera estatal estadounidense ubicada en el estado de Illinois. La carretera inicia en el sur desde la IL 154     en Eden hacia el norte en la IL 15     en St. Libory. La carretera tiene una longitud de 29,5 km (18.35 mi).

## Mantenimiento
Al igual que las autopistas interestatales, y las rutas federales y el resto de carreteras estatales, la Ruta de Illinois 153 es administrada y mantenida por el Departamento de Transporte de Illinois por sus siglas en inglés IDOT.